# Beigehalsad ibis
Beigehalsad ibis (Theristicus caudatus) är en sydamerikansk fågel i familjen ibisar inom ordningen pelikanfåglar.

## Utseende
Beigehalsad ibis är en 71–76 cm lång satt ibis med lång, nedåtböjd näbb och skära ben. Den är mestadels grå på rygg och vingar, svart på buken och kontrasterande beigefärgad på hals och huvud. Den är mycket lik svartmaskad ibis men har delvis vitt på vingen och mindre beige på halsen som saknar ett grått band karakteristiskt för den arten.

## Utbredning och systematik
Beigehalsad ibis delas in i två underarter med följande utbredning:
- Theristicus caudatus caudatus – östra Colombia till Venezuela, Guyanaregionen och sydvästra Brasilien (Mato Grosso)
- Theristicus caudatus hyperorius – östra Bolivia, sydöstra Brasilien, Paraguay, Uruguay och norra Argentina

## Status och hot
Arten har ett stort utbredningsområde och en stor population med stabil utveckling. Utifrån dessa kriterier kategoriserar IUCN arten som livskraftig (LC).